# Mecyna indistinctalis
Mecyna indistinctalis là một loài bướm đêm trong họ Crambidae.